# Popiel (Litwa)
Popiel (lit. Papilys) – miasteczko na Litwie, położone w okręgu poniewieskim, w rejonie birżańskim, nad rzeką Rowieją. Liczy 312 mieszkańców (2001).
W pałacu w Popielu urodził się hetman wielki litewski Janusz Radziwiłł.

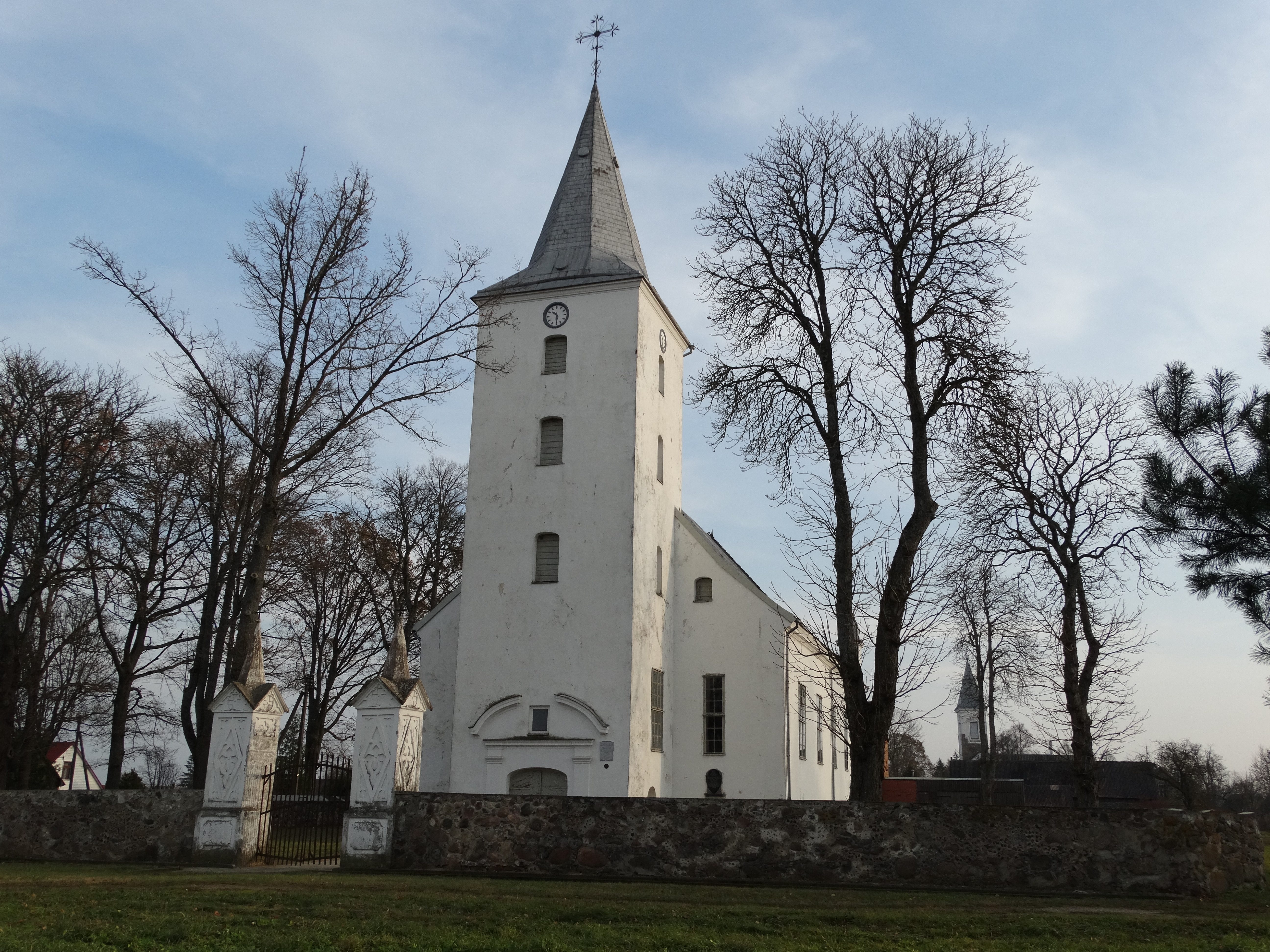
Kościół ewangelicko-reformowany w Popielu

## Zabytki[2]
- Kościół ewangelicki – ufundowany przez birżańskich Radziwiłłów, zbudowany na przełomie XVI i XVII wieku, przebudowany w 1782.
- Zespół dworski:
  - Dwór z XIX wieku (obecnie szkoła średnia)
  - Park dworski o powierzchni 4 ha. W aprku aleja lipowa i dwa stawy. Park uznany za pomnik przyrody w 1986.
  - Grodzisko w parku, będące ruinami zamku Radziwiłłów z XVI–XVII wieku.